# Fernando Maciel Gonçalves
Fernando Maciel Gonçalves (ur. 16 sierpnia 1980 w São Paulo) – hiszpański futsalista brazylijskiego pochodzenia, zawodnik z pola, gracz FC Barcelony i reprezentacji Hiszpanii. Z klubem FC Barcelona dwa razy wygrał rozgrywki UEFA Futsal Cup (2012, 2014), z reprezentacją Hiszpanii w 2008 roku zdobył wicemistrzostwo Świata, w 2010 roku Mistrzostwo Europy, a cztery lata później brązowy medal europejskiego czempionatu.